# Gabriella Taylor
Gabriella Taylor (ur. 7 marca 1998) – brytyjska tenisistka.

## Kariera tenisowa
Dotychczas zwyciężyła w sześciu singlowych i trzech deblowych turniejach rangi ITF. 10 grudnia 2018 roku zajmowała najwyższe miejsce w rankingu singlowym WTA Tour – 162. pozycję, natomiast 19 marca 2018 osiągnęła najwyższą pozycję w rankingu deblowym – 479. miejsce.

## Wygrane turnieje rangi ITF
| turnieje z pulą nagród 100 000 $ |
| turnieje z pulą nagród 75 000 $  |
| turnieje z pulą nagród 50 000 $  |
| turnieje z pulą nagród 25 000 $  |
| turnieje z pulą nagród 15 000 $  |
| turnieje z pulą nagród 10 000 $  |

### Gra pojedyncza
|    | Data       | Turniej      | ($)    | Naw.   | Finalistka         | Wynik            |
| 1. | 21/11/2015 | Stellenbosch | 10 000 | ziemna | Naomi Totka        | 4:6, 6:2, 6:1    |
| 2. | 14/05/2017 | Changwon     | 25 000 | twarda | Danielle Lao       | 6:2, 6:2         |
| 3. | 23/12/2017 | Navi Mumbai  | 25 000 | twarda | Diāna Marcinkēviča | 4:6, 7:6(7), 6:3 |
| 4. | 11/02/2018 | Launceston   | 25 000 | twarda | Asia Muhammad      | 6:3, 6:4         |
| 5. | 25/02/2018 | Perth        | 25 000 | twarda | Myrtille Georges   | 6:2, 7:5         |
| 6. | 11/03/2018 | Mildura      | 25 000 | twarda | Shérazad Reix      | 6:0, 6:3         |